# Aeschynanthus volubilis
Aeschynanthus volubilis là một loài thực vật có hoa trong họ Tai voi. Loài này được Jack mô tả khoa học đầu tiên năm 1823.